# Nitrila

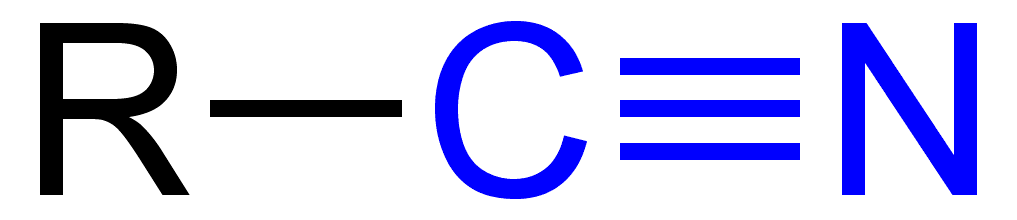
Fórmula da nitrila.

Nitrilas, também denominadas cianetos, são um composto orgânico que apresentam o seguinte grupo funcional: ─ C ≡ N. De maneira geral, pode-se considerar que as nitrilas são obtidas a partir da substituição do hidrogênio do gás cianídrico (HCN).

## Formador de nitrilas
O cianeto de hidrogênio (HCN), nas condições ambientais (25°C), é um líquido (TF=13°C; TE=26°C), sendo que a temperaturas pouco maiores é um gás com cheiro de amêndoa amarga. O primeiro a obtê-lo aqueceu o azul da Prússia com o ácido sulfúrico. Por esse motivo, foi inicialmente denominado vermelho prússico.

### Óxidos de nitrila
Óxidos de nitrila tem a estrutura geral R-CNO.